# Ридберг, Ева
Ева Гунилла Йоханссон Ридберг (швед. Eva Rydberg; родилась 20 июня 1943 года) — шведская певица, актриса, комик, ревю-артистка и танцовщица.

## Биография

### Ранние годы
Ева Ридберг родилась в Мальмё. Она начала заниматься балетом в молодом возрасте и играла в детском театре в Парке Мальмё. В подростковом возрасте она танцевала балет в театре Мальме. Узнав, что Повел Рамель ищет танцоров для популярного ревю «Knäppupp — Revue» в Стокгольме, она прислала фотографию и получила работу. Летом 1960 года она гастролировала по Швеции с Knäppupp во время тура «Карл Герхардс Юбелсомар». Затем она отправилась в Цирк Шуман в Копенгагене, а затем гастролировала с Цирком Бенневисом. В конце 1970-х она начала работать на Франсуа Бронетта в Цирке Скотт, а также выступала на сцене концертного зала Парижской Олимпии.

### Театр и Гейгерт
В 1965 году Ридберг работал со Сторой Терёрн в Гётеборге, а затем с театром Оденсе в Дании. Там она сыграла роль сорванца Энибоди в мюзикле « Вестсайдская история». Она получила трехлетний контракт с Сандреуз и сделала ту же роль в Оскартетерне Стокгольма. В 1966 году Ридберг появилась в своем первом телевизионном спектакле с комедийным фильмом во время шоу Квитт Эллер Даббелт .
Ове Тёрнквист понравилось комедийное мастерство Ридберга, и он попросил её поработать на барных шоу Гамбургер Бёрс в 1966 году. Это было началом новой эры в её карьере. Ларс Кюлер был сценическим партнером Ридберга во время нескольких баров и телевизионных шоу. В течение многих лет она также работала с Бьорном Скифсом, Сивом Мальмквистом, Томми Кёрбергом, Стеном Арденштамом, Микаэлем Нейманом и Ева Роос.

### Кино, Телевидение, Театр
Ридберг сыграла в нескольких фильмах, ее первая роль на экране была в возрасте 12 лет в культовым фильме «Drra på, en kul grej på väg» до «Götet». Она также участвовала в комедийном фильме «Звук Нейверлура» в 1971 году. На протяжении многих лет она играла роли в четырех шоу Julkalendern в SVT : Teskedsgumman, Långtradarchaufförens berättelser, Trolltider и Superhjältejul.
Она приняла участие в Melodifestivalen 1977 с записью «Чарли Чаплин», составленной Томасом Ледином, и заняла седьмое место.
Она снялась в мюзикле «Сладкая Благотворительность» в Норрчёпинге в 1989 году.

## Личная жизнь
Ридберг женат на музыканте Тони Йоханссоне, с которым у нее есть дочь, певица Биргитта Ридберг. У нее также есть сын Калле Ридберг с Матсом Хеллквистом.

## Продукция

### Фильмография (подборка)
- 1955 — Голубое небо
- 1967 — Дрра па — Куль Грей Па Ваг до Гетет
- 1968 — Мизинг мотель (ТВ)
- 1968 — Корридорен
- 1970 — Викен Века (ТВ)
- 1971 — Звук Näverlur
- 1971 — Фиксарверкстан (ТВ)
- 1975 — Långtradarchaufförens berättelser (TV)
- 1977 — Олле Блом — репортер (ТВ)
- 1978 — Детское кино (телевизионный фильм)
- 1979 — Мактен оч хедерлигхетен (ТВ)
- 1979 — Троллтидер (ТВ)
- 1989 — Путешествие в Мелонию
- 2005 — Ом Сара
- 2009 — Superhjältejul (телевидение)

### Дискография (подборка)
- 1973 — Ева мед Е
- 1975 — Hallå där
- 1976 — Ева Ридберг
- 1978 — Санг а ля Ридберг
- 1984 — Циркусливет

### Театральная работа (Fredriksdalsteatern)
- 1993 — Брекерна Остерманс Хаскорс (с Нильсом Поппе)
- 1994 — Ден Таппре продал Бом
- 1995 — Хусан Окса
- 1996 — до лагеря
- 1998 — Sicken ärta
- 1999 — Fars lilla tös
- 2000 — Арнбергс Корсеттфабрик
- 2001 — Kärlek och lavemang
- 2002 — Hon jazzade en sommar
- 2003 — Каос и фолкпаркен
- 2004 — Мёлле у моря
- 2005 — Хемварнец гладя дагар
- 2006 — Herrskap och tjänstehjon
- 2007 — Ден стора премьера
- 2008 — Рабалдер и Рамлоса
- 2009 — Lorden från gränden
- 2010 — Грёна Хиссен
- 2011 — Вива ла Грета
- 2012 — Арсеник оч гамла спецар
- 2013 — ' Allå,' allå, 'emliga armén |' Allo 'allo! Эмлига Армен
- 2014 — Панг и Биггет

### Другие театральные работы
- 1965 — Вестсайдская история (Oscarsteatern)
- 1966 — Привет, Долли (Oscarsteatern)
- 1970 — Hagges revy — Oss jämlikar emellan (Lisebergsteatern)
- 1971 — Hagges revy — Hjärtat i Götet (Lisebergsteatern)
- 1972 — Hagges revy — сарай Гатанс (Lisebergsteatern)
- 1984 — Ревипарти Парневикс (Чинатеатерн)
- 1989 — Сладкая благотворительность (Östgötateatern)
- 1991 — Omaka par (Helsingborgs Stadsteater)
- 1993 — Пиппи Лонгстрамп (Nöjesteatern, Мальме)
- 1994 — Omaka par (Lisebergsteatern)
- 1995 — Хусан оксё! (Lisebergsteatern)
- 1995 — Энни (Кёпехамн)
- 1996 — Грена Хиссен (Палладиум, Мальмё)
- 1996 — Лилла Франсискан (Палладиум, Мальмё)
- 1997 — Просит! Комиссариен (Палладиум, Мальмё)
- 2000 — Kärlek till tusen (Турне мед Рикстерн)
- 2001 — En midsommarnattsdröm (Хипп, Мальме)
- 2001 — Пеппи Лонгстрамп (Nöjesteatern Malmö)
- 2002 — Arnbergs korsettfabrik (Intiman Stockholm)
- 2003 — Англар мед глориан па сне (Nöjesteatern Malmö + turné)
- 2004 — Schlageryra i Folkparken (Intiman Stockholm)
- 2005 — Энни (Nöjesteatern Malmö)
- 2007 — Den stora premiären (Intiman Stockholm)
- 2009 — Боинг Боинг (Nöjesteatern Malmö)
- 2011 — Обесварад Карлек — En sann Broadwaykomedi (Слагтусет, Мальмё)